# Diego Costa
Diego da Silva Costa (Lagarto, 7 de outubro de 1988) é um futebolista brasileiro naturalizado espanhol que atua como centroavante. Atualmente está sem clube.

## Carreira

### Início
Diego Costa buscou oportunidade no estado de São Paulo ainda muito jovem. Entre 2004 e 2005, jogou pelo Barcelona Esportivo Capela. Depois foi indicado ao Braga, que o adquiriu e emprestou ao Penafiel. Chegou ao Atlético de Madrid no dia 10 de julho de 2007.

### Atlético Madrid e empréstimos
Logo após ser contratado pelo Atlético de Madrid, Diego foi emprestado seguidamente ao Celta de Vigo, Albacete e ao Valladolid, onde obteve destaque na temporada 2009–10.
O centroavante retornou ao Colchoneros para a temporada 2010–11, inicialmente como um substituto para Sergio Agüero e Diego Forlán — o Atlético também pagou uma quantia não revelada ao Braga para comprar todos os 30% dos direitos econômicos do jogador. Na campanha da conquista da Supercopa da UEFA de 2010, Diego Costa não foi utilizado.
Em 26 de setembro de 2010, com Agüero substituído por lesão, Diego marcou o único gol do jogo contra o Zaragoza. Em 3 de abril do ano seguinte, já como titular após técnico Quique Flores tirar Forlán de sua posição, ele marcou todos os gols de sua equipe na vitória por 3–2 no estádio do Osasuna.

### Rayo Vallecano
No dia 23 de janeiro de 2012, Diego foi emprestado ao Rayo Vallecano até o final da temporada. Ele marcou quatro gols em suas três primeiras partidas, dois deles na goleada por 5–3 sobre o Levante. Finalizou seu período de empréstimo com uma boa média, com 10 gols em 16 jogos.

### Retorno ao Atlético de Madrid

#### 2012–13
Na conquista da Supercopa da UEFA de 2012, novamente Diego não foi utilizado pelo técnico Diego Simeone.
No final de 2012, Costa foi envolvido em problemas em campo em duas partidas distintas. A primeira foi em numa derrota por 2–0 contra o Real Madrid, onde ele se desentendeu com o zagueiro Sergio Ramos. Ele foi expulso no jogo seguinte contra o Viktoria Plzeň, na Liga Europa, por se desentender com o adversário David Limberský. Com isso, foi suspenso por quatro jogos pela UEFA. Isto não mudou o pensamento de Simeone de continuar deixá-lo como titular, assim, Diego Costa marcou três gols nos jogos seguintes.
Diego marcou gol de empate do Atlético no confronto na final da Copa do Rei contra o Real Madrid, partida ganha pelos Colchoneros por 2–1, rendendo o título para o Atlético de Madrid no dia 17 de maio de 2013. Ele e Cristiano Ronaldo tinham ido para a partida como artilheiros do torneio e, portanto, o oitavo gol de Diego fez dele o artilheiro isolado da competição.

#### 2013–14

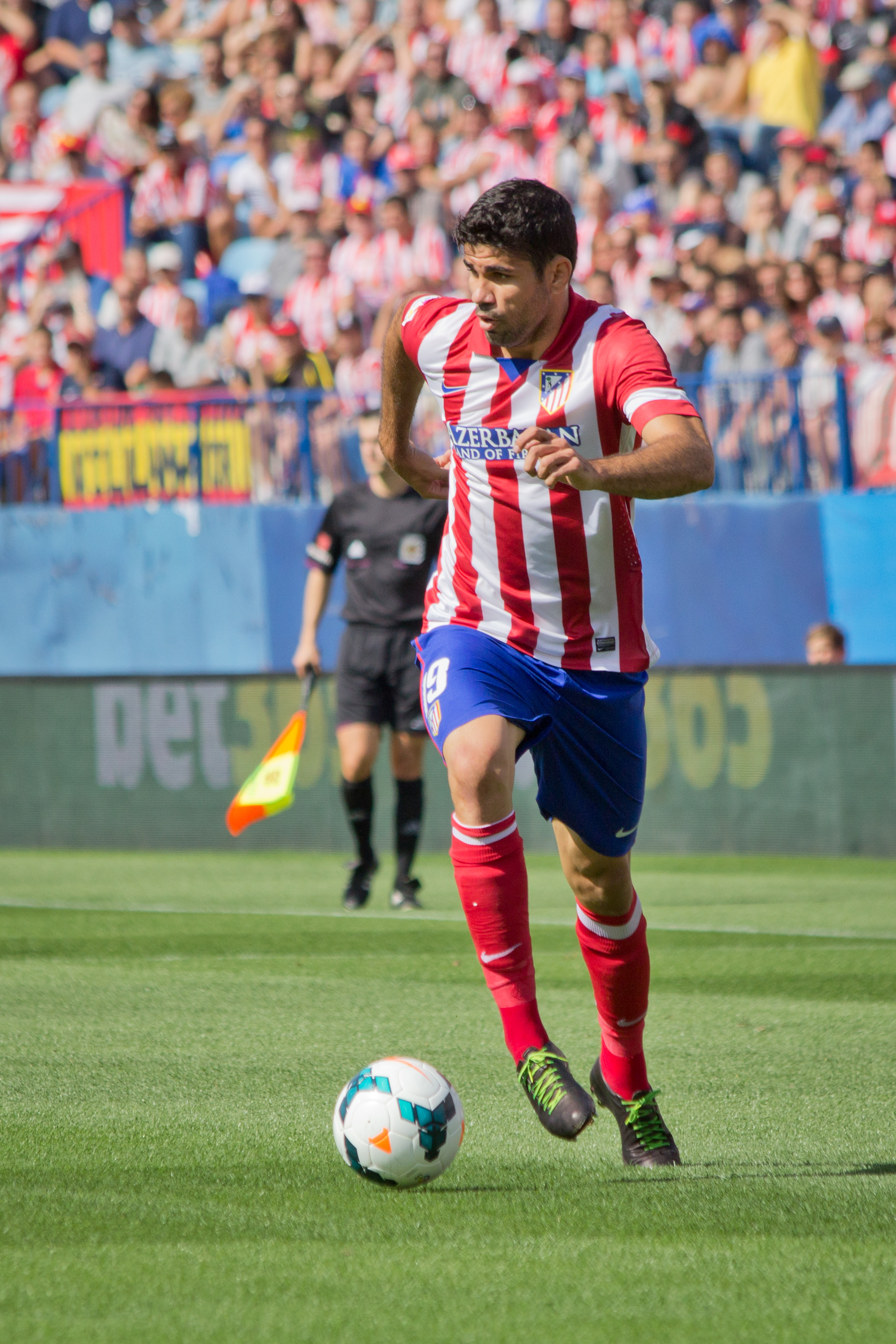
Diego Costa atuando pelo Atlético de Madrid em 2013

Em meados de 2013, Diego foi fortemente ligado a uma transferência para o Liverpool, que supostamente oferecia € 25 milhões e ofereceu-lhe três vezes o salário que recebia no Atlético de Madrid. No entanto, ele preferiu ficar no clube e renovou seu contrato até 2018, ao mesmo tempo, duplicando o seu salário; dias mais tarde, no primeiro jogo da nova temporada, marcou dois gols na vitória por 3–1 sobre o Sevilla.
Em 24 de setembro de 2013, Diego Costa marcou os dois gols numa vitória por 2–1 em casa sobre o Osasuna. Quatro dias depois, no derby de Madrid, ele marcou o único gol do jogo para fazer a segunda vitória sobre o Real Madrid no Santiago Bernabéu em menos de cinco meses. Por conta de suas performances, ele ganhou o prêmio de jogador do mês de setembro de 2013. Em seu aniversário de 25 anos, em 07 de outubro de 2013, ele marcou seu décimo gol em oito jogos no campeonato, igualando sua marca da temporada anterior. Todas essas partidas foram vencidas pelo time madrileño, estabelecendo um novo recorde de melhor início de temporada. Em 23 de novembro de 2013, Diego Costa marcou um gol de voleio num cruzamento por Gabi em uma vitória sobre o Getafe; o gol foi indicado para o Prêmio Puskás da FIFA. 
Em 22 de outubro de 2013, Diego marcou em sua estreia na Liga dos Campeões, com dois gols contra o Austria Wien. Em 19 de fevereiro do ano seguinte, na primeira fase eliminatória, ele marcou único gol do jogo contra o Milan, marcando aos sete minutos do primeiro tempo, após um escanteio marcado por Gabi, fez mais dois gols na segunda partida, ganhando o jogo por 4–1, fazendo o Atlético passar para as quartas-de-final pela primeira vez em 17 anos.
No dia 30 de abril de 2014, Diego sofreu um pênalti e converteu o gol nas semifinal da Liga dos Campeões contra o Chelsea. Com o triunfo por 3–1 no Stamford Bridge, o Atlético de Madrid avançou para a final da competição pela primeira vez desde 1974. Ele terminou a temporada da liga com 27, gols sendo o terceiro maior artilheiro, e a equipe conquistou o título pela primeira vez desde 1996, mas foi substituído aos 16 minutos do último jogo da temporada contra o Barcelona devido a uma lesão muscular. O Atlético de Madrid procurou curar a lesão do atacante para a final da Champions League contra o Real Madrid, mandando o jogador para a Belgrado para o tratamento com placenta de cavalo. Ele chegou a ser incluído na partida para o jogo decisivo, mas deixou o campo após oito minutos em uma eventual perda por 4–1. Mais tarde, o técnico Diego Simeone admitiu um erro pessoal na escolha do jogador para começar a final, apesar de sua recente lesão.
Em outubro de 2013, Andrés Iniesta chamou Diego Costa de "imelhorável". O meio-campista explicou esse apelido de acordo com suas palavras:
| “ | A quantidade de circunstâncias que gera a cada partida e o rendimento fazem com que ele esteja neste lugar. | ” |

### Chelsea

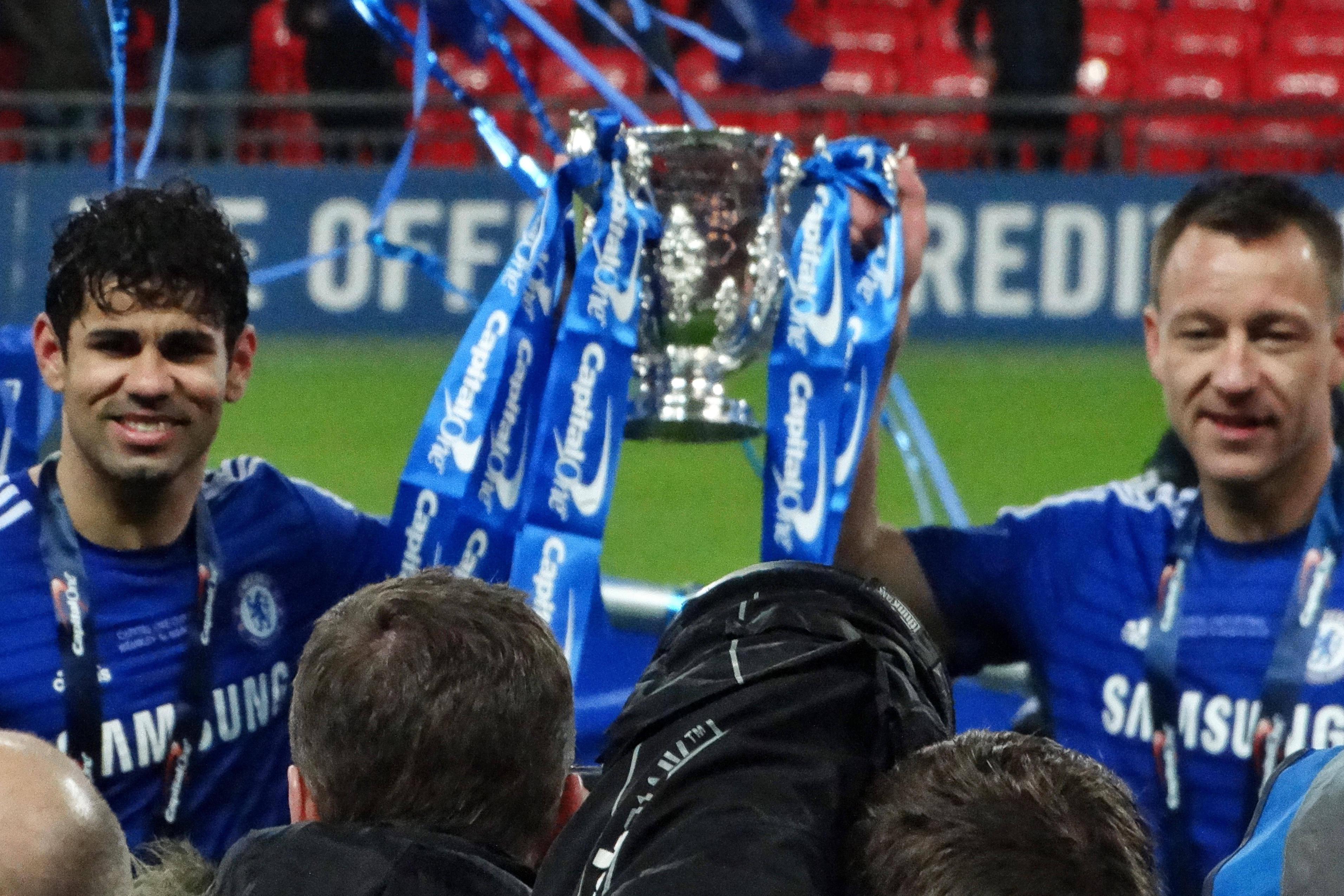
Diego Costa e John Terry com o troféu da Copa da Liga Inglesa de 2014–15

Em 1 de julho de 2014, Diego Costa foi contratado pelo Chelsea por 32 milhões de libras (120 milhões de reais), o valor referente à cláusula de rescisão. Após a saída do senegalês Demba Ba, o brasileiro naturalizado espanhol ficou com a camisa 19, mesmo número que ele utilizava no Atlético de Madrid e na Seleção Espanhola.
Diego fez sua primeira partida pelo Chelsea no dia 27 de julho, num amistoso contra o modesto Olimpija, da Eslovênia. Balançou as redes logo nessa partida, marcando após receber uma assistência de Cesc Fàbregas, garantindo a vitória por 2–1. Diego Costa, em seguida, marcou seu segundo gol na pré-temporada em uma vitória por 2–0 contra o Fenerbahçe, em 8 de agosto, descrito pelo jornal Daily Mail como um "wondergoal". Ao fim da pré-temporada, marcou dois gols sobre o Real Sociedad no dia 12 de agosto, numa vitória de 2–0 no Stamford Bridge.
Sua primeira partida oficial pelo Chelsea foi em 18 de agosto, numa vitória por 3–1 contra o Burnley. Mostrando faro de artilheiro, o atacante marcou pelos Blues e ajudou a garantir o triunfo de virada. Após fazer um início de temporada surpreendente, Diego Costa ganhou o prêmio de melhor jogador do mês de agosto da Premier League.
No dia 13 de setembro, Diego Costa marcou seu primeiro hat-trick pelo Chelsea na vitória por 4–2 diante do Swansea. O atacante naturalizado espanhol quebrou um recorde ao ser o único jogador a marcar sete gols nas quatro primeiras rodadas da Premier League, superando a marca de seis gols de Sergio Agüero e Micky Quinn. Além disso, em 2016 tornou-se jogador brasileiro com mais gols na Premier League, com 30 gols, superando a marca de Juninho Paulista pelo Middlesbrough.
Em 8 de maio de 2017, Costa abriu o placar na vitória contra o Middlesbrough no Stamford Bridge, chegando a marca de 20 gols na temporada 2016–17 e se tornando assim apenas o terceiro jogador do Chelsea, depois de Jimmy Floyd Hasselbaink e Didier Drogba, a marcar ao menos 20 gols em duas temporadas distintas da Premier League.

### Retorno ao Atlético de Madrid
No dia 21 de setembro de 2017, o Atlético de Madrid confirmou por meio de um comunicado, ter chegado a um "princípio de acordo" com o Chelsea, pela contratação do atacante. Devido à janela de transferências estar fechada, só pode estar apto para jogar a partir de janeiro de 2018. Fez sua reestreia em 3 de janeiro de 2018, em partida contra o Lleida, pela jogo de ida das oitavas de final da Copa do Rei de 2017–18. Diego entrou no decorrer da partida e precisou de apenas cinco minutos para voltar a marcar pelo Atlético, em jogo que terminou 4–0 para a equipe colchonera. Na partida seguinte, começou como titular no jogo contra o Getafe, pela La Liga, sendo também sua primeira partida no Wanda Metropolitano. Após marcar o segundo gol, na vitória por 2–0, acabou sendo expulso depois de comemorar com a torcida.
Rescindiu seu contrato no final de dezembro de 2020.

### Atlético Mineiro
Em 14 de agosto de 2021, foi anunciado o acerto de Diego Costa com o Atlético Mineiro. O jogador naturalizado espanhol assinou um contrato válido até dezembro de 2022. Diego realizou sua estreia em 29 de agosto, saindo do banco e marcando o gol no empate por 1–1 contra o Red Bull Bragantino, pelo Campeonato Brasileiro. Mesmo sendo reserva naquele ano, sagrou-se campeão do Brasileirão e da Copa do Brasil. Em 16 de janeiro de 2022, após um acerto encaminhado para a saída desde o fim da última temporada, rescindiu seu contrato e se despediu do clube mineiro. No total pelo Galo foram apenas 19 jogos, com cinco gols.

### Wolverhampton
No dia 12 de setembro de 2022, Diego Costa foi anunciado oficialmente pelo Wolverhampton. Com a ida para os Wolves, o centroavante retornou à Premier League depois de cinco anos. Ele recebeu a camisa de número 29. Marcou seu primeiro gol pelo clube no dia 15 de abril de 2023, após passar 17 meses e 18 jogos sem balançar as redes. Seu último gol havia sido em 10 de novembro de 2021, numa partida contra o Corinthians, válida pelo Campeonato Brasileiro.
Ao final da temporada 2022–23, Diego Costa deixou o Wolverhampton. No total pelo clube inglês, o atacante atuou em 25 jogos e marcou apenas um gol.

### Botafogo
No dia 12 de agosto de 2023, foi anunciado como reforço do Botafogo. Estreou pelo clube carioca no dia 19 de agosto, entrando aos 28 minutos do segundo tempo no empate em 0–0 com o São Paulo, no Morumbi, em jogo válido pelo Campeonato Brasileiro. Na ocasião, o atacante voltou a jogar após três meses. Marcou seus primeiros gols pelo Glorioso no dia 27 de agosto, sendo titular na vitória por 3–0 contra o Bahia, válida pela 21ª rodada do Brasileirão. Com dois gols marcados, Diego Costa foi eleito o Craque do Jogo no Estádio Nilton Santos.

### Grêmio
No dia 8 de fevereiro de 2024, o jogador foi anunciado como o novo reforço do Grêmio, assinando contrato até o final da temporada. Aos 35 anos, Diego Costa chegou para substituir o uruguaio Luis Suárez, que, em 2023, esteve no comando de ataque do clube gaúcho. O centroavante marcou seu primeiro gol pela equipe logo na sua estreia, quando foi titular na goleada por 4–1 contra o Guarany de Bagé, válida pelo Campeonato Gaúcho. Titular na partida seguinte, Diego Costa marcou novamente, dessa vez na vitória por 2–1 contra o Brasil de Pelotas. Na final do Gauchão, contra o Juventude, o heptacampeonato gremista veio com um gol e uma assistência de Diego no triunfo por 3–1, em jogo realizado na Arena do Grêmio. Além de campeão, o centroavante terminou como artilheiro da competição, com seis gols marcados.
Diego Costa marcou um importante gol no dia 4 de junho, garantindo a vitória fora de casa por 1–0 contra o Huachipato, do Chile, válida pela fase de grupos da Libertadores. Em dezembro, ao final do seu contrato, o jogador não renovou com o clube gaúcho e ficou livre no mercado.

## Seleção Nacional

### Brasil
Em 5 de março de 2013, Diego Costa foi convocado por Felipão para as partidas amistosas contra Itália, em Genebra, e Rússia, em Londres.

### Espanha

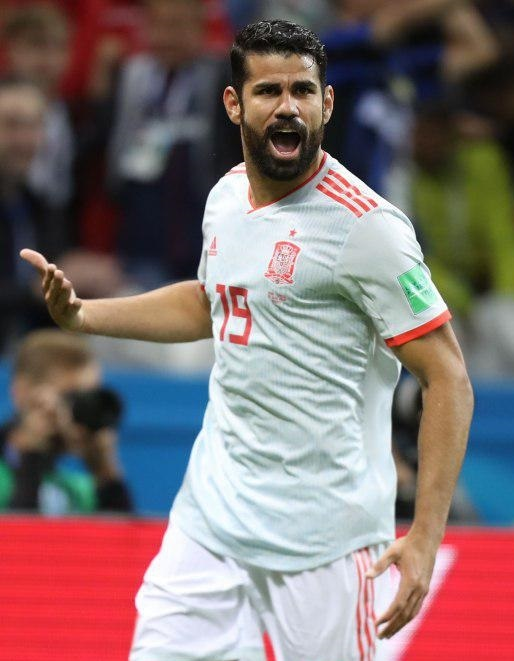
Diego Costa pela Espanha na Copa do Mundo de 2018

Recebeu a cidadania espanhola em 5 de julho de 2013. Já no dia 29 de outubro, Diego Costa declarou que queria defender a Seleção Espanhola, no envio de uma carta para a Confederação Brasileira de Futebol.
Esta "troca" de Seleções só foi permitida pois a FIFA diz que um jogador só pode defender um país em jogos oficiais pela Seleção principal. Não são considerados neste caso nem amistosos nem jogos pelas categorias de base – times olímpicos, Sub-20 ou Sub-17.
Realizou sua estreia pela Roja no dia 5 de março de 2014, num amistoso contra a Itália em que os espanhóis venceram por 1–0. Sua participação na Copa do Mundo FIFA de 2014 esteve ameaçada por conta da lesão obtida na final da Liga dos Campeões da UEFA contra o Real Madrid, mas o atacante foi convocado e atuou nas duas primeiras partidas da Seleção no Grupo B.
Foi só em seu sétimo jogo pela Seleção Espanhola que Diego Costa marcou seu primeiro gol; o centroavante balançou as redes numa goleada por 4–0 diante de Luxemburgo, em partida válida pelas Qualificações para a Eurocopa de 2016.
Após ficar de fora da Euro 2016, Diego Costa foi convocado por Fernando Hierro para a Copa do Mundo FIFA de 2018, realizada na Rússia. Titular no ataque espanhol, o jogador foi o principal nome da Espanha na competição, tendo marcado três gols em quatro partidas. Diego teve grande atuação no dia 15 de julho, quando balançou as redes duas vezes num eletrizante empate por 3–3 contra Portugal, em jogo válido pela 1ª rodada do Grupo B.

## Estatísticas
Atualizadas até 20 de maio de 2023

### Clubes
| Equipe             | Temporada         | Campeonato nacional | Campeonato nacional | Copa nacional | Copa nacional | Competições continentais | Competições continentais | Outros torneios | Outros torneios | Total | Total |
| Equipe             | Temporada         | Jogos               | Gols                | Jogos         | Gols          | Jogos                    | Gols                     | Jogos           | Gols            | Jogos | Gols  |
| ------------------ | ----------------- | ------------------- | ------------------- | ------------- | ------------- | ------------------------ | ------------------------ | --------------- | --------------- | ----- | ----- |
| Penafiel           | 2006–07           | 13                  | 5                   | 1             | 0             | –                        | –                        | –               | –               | 14    | 5     |
| Penafiel           | Total             | 13                  | 5                   | 1             | 0             | –                        | –                        | –               | –               | 14    | 5     |
| Braga              | 2006–07           | 6                   | 0                   | 1             | 0             | 2                        | 1                        | –               | –               | 9     | 1     |
| Braga              | Total             | 6                   | 0                   | 1             | 0             | 2                        | 1                        | –               | –               | 9     | 1     |
| Celta de Vigo      | 2007–08           | 30                  | 6                   | 1             | 0             | –                        | –                        | –               | –               | 31    | 6     |
| Celta de Vigo      | Total             | 30                  | 6                   | 1             | 0             | –                        | –                        | –               | –               | 31    | 6     |
| Albacete           | 2008–09           | 35                  | 10                  | 1             | 0             | –                        | –                        | –               | –               | 36    | 10    |
| Albacete           | Total             | 35                  | 10                  | 1             | 0             | –                        | –                        | –               | –               | 36    | 10    |
| Valladolid         | 2009–10           | 34                  | 8                   | 2             | 1             | –                        | –                        | –               | –               | 36    | 9     |
| Valladolid         | Total             | 34                  | 8                   | 2             | 1             | –                        | –                        | –               | –               | 36    | 9     |
| Atlético de Madrid | 2010–11           | 28                  | 6                   | 5             | 1             | 6                        | 1                        | –               | –               | 39    | 8     |
| Atlético de Madrid | 2012–13           | 31                  | 10                  | 8             | 8             | 5                        | 2                        | –               | –               | 44    | 20    |
| Atlético de Madrid | 2013–14           | 35                  | 27                  | 6             | 1             | 9                        | 8                        | 2               | 0               | 52    | 36    |
| Atlético de Madrid | 2017–18           | 15                  | 3                   | 3             | 2             | 5                        | 2                        | –               | –               | 23    | 7     |
| Atlético de Madrid | 2018–19           | 16                  | 2                   | 0             | 0             | 4                        | 1                        | 1               | 2               | 21    | 5     |
| Atlético de Madrid | 2019–20           | 23                  | 5                   | 0             | 0             | 7                        | 0                        | 0               | 0               | 30    | 5     |
| Atlético de Madrid | 2020–21           | 7                   | 2                   | 0             | 0             | 0                        | 0                        | 0               | 0               | 7     | 2     |
| Atlético de Madrid | Total             | 155                 | 55                  | 22            | 12            | 36                       | 14                       | 3               | 2               | 216   | 83    |
| Rayo Vallecano     | 2011–12           | 16                  | 10                  | –             | –             | –                        | –                        | –               | –               | 16    | 10    |
| Rayo Vallecano     | Total             | 16                  | 10                  | –             | –             | –                        | –                        | –               | –               | 16    | 10    |
| Chelsea            | 2014–15           | 26                  | 20                  | 4             | 1             | 7                        | 0                        | –               | –               | 37    | 21    |
| Chelsea            | 2015–16           | 28                  | 12                  | 5             | 2             | 8                        | 2                        | –               | –               | 41    | 16    |
| Chelsea            | 2016–17           | 35                  | 20                  | 7             | 2             | –                        | –                        | –               | –               | 42    | 22    |
| Chelsea            | Total             | 89                  | 52                  | 16            | 5             | 15                       | 2                        | –               | –               | 120   | 59    |
| Atlético Mineiro   | 2021              | 15                  | 4                   | 3             | 1             | 1                        | 0                        | –               | –               | 19    | 5     |
| Atlético Mineiro   | Total             | 15                  | 4                   | 3             | 1             | 1                        | 0                        | –               | –               | 19    | 5     |
| Wolverhampton      | 2022–23           | 23                  | 1                   | 2             | 0             | –                        | –                        | –               | –               | 25    | 1     |
| Wolverhampton      | Total             | 23                  | 1                   | 2             | 0             | –                        | –                        | –               | –               | 25    | 1     |
| Total na carreira  | Total na carreira | 416                 | 151                 | 49            | 19            | 54                       | 17                       | 3               | 2               | 522   | 189   |

1. 1 2 3 4  Jogo(s) de Liga Europa da UEFA
2. 1 2 3 4 5  Jogo(s) de Liga dos Campeões da UEFA
3. ↑  Jogos de Supercopa da Espanha
4. ↑  Jogo de Supercopa da UEFA
5. ↑  Jogo(s) de Copa Libertadores da América

### Seleção Brasileira
| Ano   |       |      |
| Ano   | Jogos | Gols |
| ----- | ----- | ---- |
| 2013  | 2     | 0    |
| Total | 2     | 0    |

Expanda a caixa de informações para conferir todos os jogos deste jogador, pela sua seleção nacional.
|   | Data                | Local                                | Resultado | Adversário | Gol(s) | Competição |
| - | ------------------- | ------------------------------------ | --------- | ---------- | ------ | ---------- |
| 1 | 21 de março de 2013 | Genebra, Suíça                       | 2–2       | Itália     | 0      | Amistoso   |
| 2 | 25 de março de 2013 | Stamford Bridge, Londres, Inglaterra | 1–1       | Rússia     | 0      | Amistoso   |

### Seleção Espanhola
| Ano   |       |      |
| Ano   | Jogos | Gols |
| ----- | ----- | ---- |
| 2014  | 7     | 1    |
| 2015  | 3     | 0    |
| 2016  | 4     | 3    |
| 2017  | 2     | 2    |
| 2018  | 8     | 4    |
| Total | 24    | 10   |

Expanda a caixa de informações para conferir todos os jogos deste jogador, pela sua seleção nacional.
|    | Data                   | Local                           | Resultado   | Adversário         | Gol(s) | Competição                  |
| -- | ---------------------- | ------------------------------- | ----------- | ------------------ | ------ | --------------------------- |
| 1  | 5 de março de 2014     | Madrid, Espanha                 | 1–0         | Itália             | 0      | Amistoso                    |
| 2  | 7 de junho de 2014     | Maryland, Estados Unidos        | 2–0         | El Salvador        | 0      | Amistoso                    |
| 3  | 13 de junho de 2014    | Salvador, Brasil                | 1–5         | Países Baixos      | 0      | Copa do Mundo de 2014       |
| 4  | 18 de junho de 2014    | Rio de Janeiro, Brasil          | 0–2         | Chile              | 0      | Copa do Mundo de 2014       |
| 5  | 4 de setembro de 2014  | Paris, França                   | 0–1         | França             | 0      | Amistoso                    |
| 6  | 9 de outubro de 2014   | Žilina, Eslováquia              | 1–2         | Eslováquia         | 0      | Elim. Euro de 2016          |
| 7  | 12 de outubro de 2014  | Luxemburgo (cidade), Luxemburgo | 4–0         | Luxemburgo         | 1      | Elim. Euro de 2016          |
| 8  | 5 de setembro de 2015  | Oviedo, Espanha                 | 2–0         | Eslováquia         | 0      | Elim. Euro de 2016          |
| 9  | 8 de setembro de 2015  | Skopje, Macedônia               | 1–0         | Macedônia do Norte | 0      | Elim. Euro de 2016          |
| 10 | 13 de novembro de 2016 | Alicante, Espanha               | 2–0         | Inglaterra         | 0      | Amistoso                    |
| 11 | 1 de setembro de 2016  | Bruxelas, Bélgica               | 2–0         | Bélgica            | 0      | Amistoso                    |
| 12 | 5 de setembro de 2016  | Leão, Espanha                   | 8–0         | Liechtenstein      | 2      | Elim. Copa do Mundo de 2018 |
| 13 | 6 de outubro de 2016   | Turim, Itália                   | 1–1         | Itália             | 0      | Elim. Copa do Mundo de 2018 |
| 14 | 9 de outubro de 2016   | Escodra, Albânia                | 2–0         | Albânia            | 1      | Elim. Copa do Mundo de 2018 |
| 15 | 24 de março de 2017    | Gijón, Espanha                  | 4–1         | Israel             | 1      | Elim. Copa do Mundo de 2018 |
| 16 | 11 de junho de 2017    | Escópia, Macedônia              | 2–1         | Macedônia do Norte | 1      | Elim. Copa do Mundo de 2018 |
| 17 | 23 de março de 2018    | Düsseldorf, Alemanha            | 1–1         | Alemanha           | 0      | Amistoso                    |
| 18 | 27 de março de 2018    | Madrid, Espanha                 | 6–1         | Argentina          | 1      | Amistoso                    |
| 19 | 3 de junho de 2018     | Villarreal, Espanha             | 1–1         | Suíça              | 0      | Amistoso                    |
| 20 | 9 de junho de 2018     | Krasnodar, Rússia               | 1–1         | Tunísia            | 0      | Amistoso                    |
| 21 | 15 de junho de 2018    | Sochi, Rússia                   | 3–3         | Portugal           | 2      | Copa do Mundo de 2018       |
| 22 | 20 de junho de 2018    | Cazã, Rússia                    | 1–0         | Irã                | 1      | Copa do Mundo de 2018       |
| 23 | 25 de junho de 2018    | Kaliningrado, Rússia            | 2–2         | Marrocos           | 0      | Copa do Mundo de 2018       |
| 24 | 1 de julho de 2018     | Moscou, Rússia                  | (3) 1–1 (4) | Rússia             | 0      | Copa do Mundo de 2018       |

## Títulos
Atlético de Madrid
- Supercopa da UEFA: 2010, 2012 e 2018
- Copa do Rei: 2012–13
- La Liga: 2013–14 e 2020–21
- Liga Europa da UEFA: 2017–18

Chelsea
- Premier League: 2014–15 e 2016–17
- Copa da Liga Inglesa: 2014–15

Atlético Mineiro
- Campeonato Brasileiro: 2021
- Copa do Brasil: 2021

Grêmio
- Campeonato Gaúcho: 2024

### Prêmios individuais
- Jogador do mês da La Liga: setembro de 2013
- Seleção da La Liga: 2013–14
- Troféu Zarra: 2013–14
- Troféu EFE: 2013–14
- Seleção da Liga dos Campeões da UEFA: 2013–14
- Jogador do mês da Premier League: agosto de 2014 e novembro de 2016
- Equipe do Ano pela PFA: 2014–15
- 46º melhor jogador do ano de 2016 (The Guardian)[53]
- 48º melhor jogador do ano de 2016 (Marca)[54]
- Homem do jogo da Supercopa da UEFA: 2018
- Melhor jogador da partida da Copa do Mundo FIFA de 2018: Irã 0–1 Espanha[55]
- Seleção do Campeonato Gaúcho: 2024[56]
- Prêmio Não É Só Futebol (Campeonato Brasileiro): 2024[57]

### Artilharias
- Copa do Rei de 2012–13 (8 gols)
- Supercopa da UEFA de 2018 (2 gols)
- Campeonato Gaúcho de 2024 (6 gols)